# Евротранс
Евротранс — термин, не обозначающий определённого подстиля транс-музыки, носящий, скорее, «собирательный» характер: он описывает музыку в стиле транс, созданную и записанную в Европе (особенно в таких странах, как Германия, Бельгия и Нидерланды). Кроме того, этим словом может обозначаться любая транс-музыка, по части гармонии и формы опирающаяся на европейскую музыкальную традицию.

## Стили, включаемые в этот термин
- Прогрессив-транс. С практически не изменившийся с начала 2000-х годов стиль транс-музыки, который европейцы часто называют просто Progressive. В евротранс-музыку попал с такими своими подвидами, как Epic Trance и Aquasonic Trance, называемыми также общим названием Euro Progressive Trance. Наиболее часто встречаемые исполнители этого стиля: ATB, Blank & Jones, Alice DeeJay, Sash!, Tiesto, Armin Van Buuren, Veracocha, Push, Paul Van Dyk, EX-PLOSION, Markus Schulz, Cressida, Deepsky, Manny Ward и Lost Tribe.
- Вокал-транс. С конца 90-х годов данный стиль был обычным трансом с добавлением вокала, но с его коммерциализацией и распространением по всему миру посредством спутниковых каналов Viva, Onyx и MTV2-Pop центр создания этого вида музыки переместился в Германию и Бельгию, которые привели вокальный транс к своему современному виду. Именно отсюда в начале 2000-х отпочковался ставший популярным во всей Европе стиль дэнскор (hands up), не имеющий к евротрансу на данный момент никакого отношения. Сегодня данный стиль представлен следующими музыкантами: Basshunter, ATB, Ian Van Dahl, Lasgo, Sylver, Milk Inc, Dj Sammy, Santamaria, Alice Deejay, Cascada, Fragma, Sash!, Orion Too, Do, Dee Dee, Astroline, Kate Ryan, Kelly Llorenna, Flip & Fill, Jessy De Smet, DJ YaMix и другие.
- Аплифтинг-транс. Этот стиль очень близок к евро-прогрессив-трансу, но имеет отличия. Треки этого стиля обычно очень легко слушаются и воспринимаются, однако являются весьма сложными в написании, а также по содержанию. Название данного жанра можно объяснить тем, что в музыкальных композициях, соответствующих этому жанру, присутствуют высокооктавные мелодии, которые звучат очень тонко, легко и красиво (мелодично), такие композиции как бы «парят» в воображении слушателя и являются наиболее положительно эмоциональными. Одной из основных особенностей этого стиля является бас-линия, состоящая из нижнего и верхнего пульсирующего баса-арпеджио. В начале 2000 годов имел прародителя anthem trance. Нынешнее звучание имеет более эмбиентный оттенок и меньшую экспрессию, в отличие от предыдущих годов. На сегодняшний день (2011 год) яркие представители стиля: Andy Blueman (заметна смесь с epic trance), Arctic Moon, Reorder, Aly & Fila, Suncatcher, Sebastian Brandt, Giuseppe Ottaviani, Photographer.
- Дрим-транс. Этот недолго живший в конце 90-х — начале 2000-х стиль также относится к евротрансу. После слияния с прогрессив-трансом он получил название Aquasonic Trance.

## Путаница в терминах
Во многих не европейских странах, до сих пор жив ошибочный стереотип со времен начала 2000-х годов, когда дэнскор отделялся от евротранса: путая между собой названия в те времена ещё схожих, но в наши дни абсолютно разных стилей, многие всё ещё ошибочно называют дэнскор (также известный под названием hands up) евротрансом. Термин евротранс сегодня не имеет к стилю дэнскор никакого отношения.